# Irmgard Lukasser
Irmgard Lukasser-Ebster, avstrijska alpska smučarka, * 3. februar 1954, Assling.
Nastopila je na Olimpijskih igrah 1976, kjer je bila dvanajsta v smuku in 29. v veleslalomu. Na svetovnih prvenstvenih je najboljšo uvrstitev dosegla leta 1978 z devetim mestom v smuku. V svetovnem pokalu je tekmovala sedem sezon med letoma 1972 in 1979 ter dosegla pet uvrstitev na stopničke. V skupnem seštevku svetovnega pokala se je najvišje uvrstila na deseto mesto leta 1973.